# Monte-Carlo Rolex Masters 2011
Monte-Carlo Rolex Masters 2011 — тенісний турнір, що проходив на ґрунтових кортах у місті Рокбрюн-Кап-Мартен, Франція з 11 квітня . Належав до категорії ATP World Tour Masters 1000, був турніром серії Мастерс Монте-Карло 2011 року.

## Фінальна частина

### Одиночний розряд
Рафаель Надаль —  Давид Феррер 6–4, 7–5

### Парний розряд
Боб Браян /  Майк Браян —  Хуан Ігнасіо Чела /  Бруно Соарес 6–3, 6–2